# Championnats d'Europe de lutte 2014
Navigation
Édition précédente Édition suivante
Les Championnats d'Europe de lutte 2014 se déroulent du 1er avril 2014 au 6 avril 2014 à Vantaa, en Finlande.

## Podiums

### Hommes

#### Lutte libre
| Épreuves | Or                       | Argent           | Bronze                                       |
| -------- | ------------------------ | ---------------- | -------------------------------------------- |
| 57 kg    | Vladimer Khinchegashvili | Ghenadie Tulbea  | Garik Barseghyan Zoheir el Ouarraqe          |
| 61 kg    | Hacı Əliyev              | Bekhan Goygereev | Vasyl Shuptar Andrei Perpeliță               |
| 65 kg    | Magomed Kurbanaliev      | Servet Coşkun    | Borislav Novachkov Konstantine Khabalashvili |
| 70 kg    | Ruslan Dibirgadzhiyev    | Grigor Grigoryan | Miroslav Kirov Yakup Gör                     |
| 74 kg    | Aniuar Geduev            | Cəbrayıl Həsənov | Soner Demirtaş Krystian Brzozowski           |
| 86 kg    | Abdulrashid Sadulaev     | Murad Haydarau   | Musa Murtazaliev István Veréb                |
| 97 kg    | Abdusalam Gadisov        | Xetaq Qazyumov   | Ivan Yankouski Nicolai Ceban                 |
| 125 kg   | Taha Akgül               | Alan Khougaïev   | Oleksandr Khotsianivskyi Dániel Ligeti       |

#### Lutte gréco-romaine
| Épreuves | Or                    | Argent                 | Bronze                                 |
| -------- | --------------------- | ---------------------- | -------------------------------------- |
| 59 kg    | Aleksandar Kostadinov | Victor Ciobanu         | Kamran Məmmədov Ivan Kuylakov          |
| 66 kg    | Adam Kurak            | Həsən Əliyev           | Frank Stäbler István Lévai             |
| 71 kg    | Tamás Lőrincz         | Rəsul Çunayev          | Yunus Özel Aliaksandr Dzemyanovich     |
| 75 kg    | Aleksandr Chekhirkin  | Arsen Julfalakyan      | Elvin Mursaliyev Mark Overgaard Madsen |
| 80 kg    | Péter Bácsi           | Selçuk Çebi            | Oleksandr Shyshman Giorgi Tsirekidze   |
| 85 kg    | Zhan Beleniuk         | Rami Antero Hietaniemi | Amer Hrustanovic Damian Janikowski     |
| 98 kg    | Artur Aleksanyan      | Cenk İldem             | Carl Fredrik Schon Marthin Nielsen     |
| 130 kg   | Riza Kayaalp          | Lyubomir Dimitrov      | Johan Eurén Vasily Parshin             |

### Femmes

#### Lutte libre
| Épreuves | Or                    | Argent             | Bronze                                |
| -------- | --------------------- | ------------------ | ------------------------------------- |
| 48 kg    | Mariya Stadnik        | Nataliya Pulkovska | Anna Lukasiak Nadezhda Fedorova       |
| 53 kg    | Maria Gurova          | María Prevolaráki  | Natalia Budu Ana Maria Paval          |
| 55 kg    | Sofia Mattsson        | Anna Zwirydowska   | Irina Ologonova Mimi Hristova         |
| 58 kg    | Valeriia Koblova      | Irina Netreba      | Viktoria Bobeva Petra Olli            |
| 60 kg    | Johanna Mattsson      | Hafize Şahin       | Olga Butkevych Taybe Yusein           |
| 63 kg    | Anastasija Grigorjeva | Maryia Mamashuk    | Yuliya Ostapchuk Dzhanan Manolova     |
| 69 kg    | Natalia Vorobieva     | Ilana Kratysh      | Laura Skujina Alina Makhynia          |
| 75 kg    | Stanka Zlateva        | Vasilisa Marzaliuk | Kateryna Burmistrova Ekaterina Bukina |

## Tableau des médailles
| Rang  | Nation      | Or | Argent | Bronze | Total |
| ----- | ----------- | -- | ------ | ------ | ----- |
| 1     | Russie      | 9  | 2      | 5      | 16    |
| 2     | Azerbaïdjan | 3  | 5      | 2      | 10    |
| 3     | Turquie     | 2  | 4      | 3      | 9     |
| 4     | Bulgarie    | 2  | 1      | 6      | 9     |
| 5     | Hongrie     | 2  | 0      | 2      | 4     |
| 5     | Suède       | 2  | 0      | 2      | 4     |
| 7     | Arménie     | 1  | 2      | 2      | 5     |
| 8     | Ukraine     | 1  | 1      | 6      | 8     |
| 9     | Géorgie     | 1  | 0      | 2      | 3     |
| 10    | Lettonie    | 1  | 0      | 1      | 2     |
| 11    | Biélorussie | 0  | 3      | 2      | 5     |
| 12    | Pologne     | 0  | 1      | 3      | 4     |
| 13    | Moldavie    | 0  | 1      | 2      | 3     |
| 14    | Finlande    | 0  | 1      | 1      | 2     |
| 15    | Grèce       | 0  | 1      | 0      | 1     |
| 15    | Israël      | 0  | 1      | 0      | 1     |
| 15    | Monaco      | 0  | 1      | 0      | 1     |
| 18    | Roumanie    | 0  | 0      | 2      | 2     |
| 19    | Allemagne   | 0  | 0      | 1      | 1     |
| 19    | Autriche    | 0  | 0      | 1      | 1     |
| 19    | Danemark    | 0  | 0      | 1      | 1     |
| 19    | France      | 0  | 0      | 1      | 1     |
| 19    | Norvège     | 0  | 0      | 1      | 1     |
| 19    | Slovaquie   | 0  | 0      | 1      | 1     |
| 19    | Royaume-Uni | 0  | 0      | 1      | 1     |
| Total | Total       | 24 | 24     | 48     | 96    |